# ميتدة
المِيْتَدة هي أداة تستخدم لإضفاء القوة على جسم آخر، غالباً ما تكون مصنوعة من المطاط أو أحياناً من الخشب، وعادة ما يكون لها رأس كبير نسبياً.